# Bedretto
Bedretto är en ort och  kommun i distriktet Leventina i kantonen Ticino, Schweiz. Kommunen har 101 invånare (2023).